# Torre Sepehr
La Torre Sepehr (en persa: برج سپهر) es un edificio de 115 metros, en la ciudad de Teherán, la capital de Irán. La torre Sepehr fue el edificio más alto de Teherán en el momento de su edificación con 33 pisos. Se encuentra ubicado en la calle Somayyeh cerca del cruce de la avenida Taleghani y la calle Dr. Mofatteh en las coordenadas 35°42'22"N 51°25'38"E. 
La construcción de la torre se retrasó durante años debido a los sucesos de la revolución islámica de 1979. En la actualidad alberga la sede de Banco Saderat de Irán. 